# José González Mugaburu
José González Mugaburu es un deportista peruano que compitió en natación adaptada. Ganó una medalla de bronce en los Juegos Paralímpicos de Toronto 1976 en la prueba de 100 m espalda (clase 5).

## Palmarés internacional
| Juegos Paralímpicos | Juegos Paralímpicos | Juegos Paralímpicos | Juegos Paralímpicos |
| Año                 | Lugar               | Medalla             | Prueba              |
| ------------------- | ------------------- | ------------------- | ------------------- |
| 1976                | Toronto (Canadá)    | Medalla de bronce   | 100 m espalda 5     |